# مشیرب مرکز شهر دوحه
مشیرب مرکز شهر دوحه یک منطقهٔ مسکونی در قطر است که در دوحه واقع شده‌است. مشیرب مرکز شهر دوحه ۰٫۳۱ کیلومتر مربع مساحت دارد.